# 폴시즈

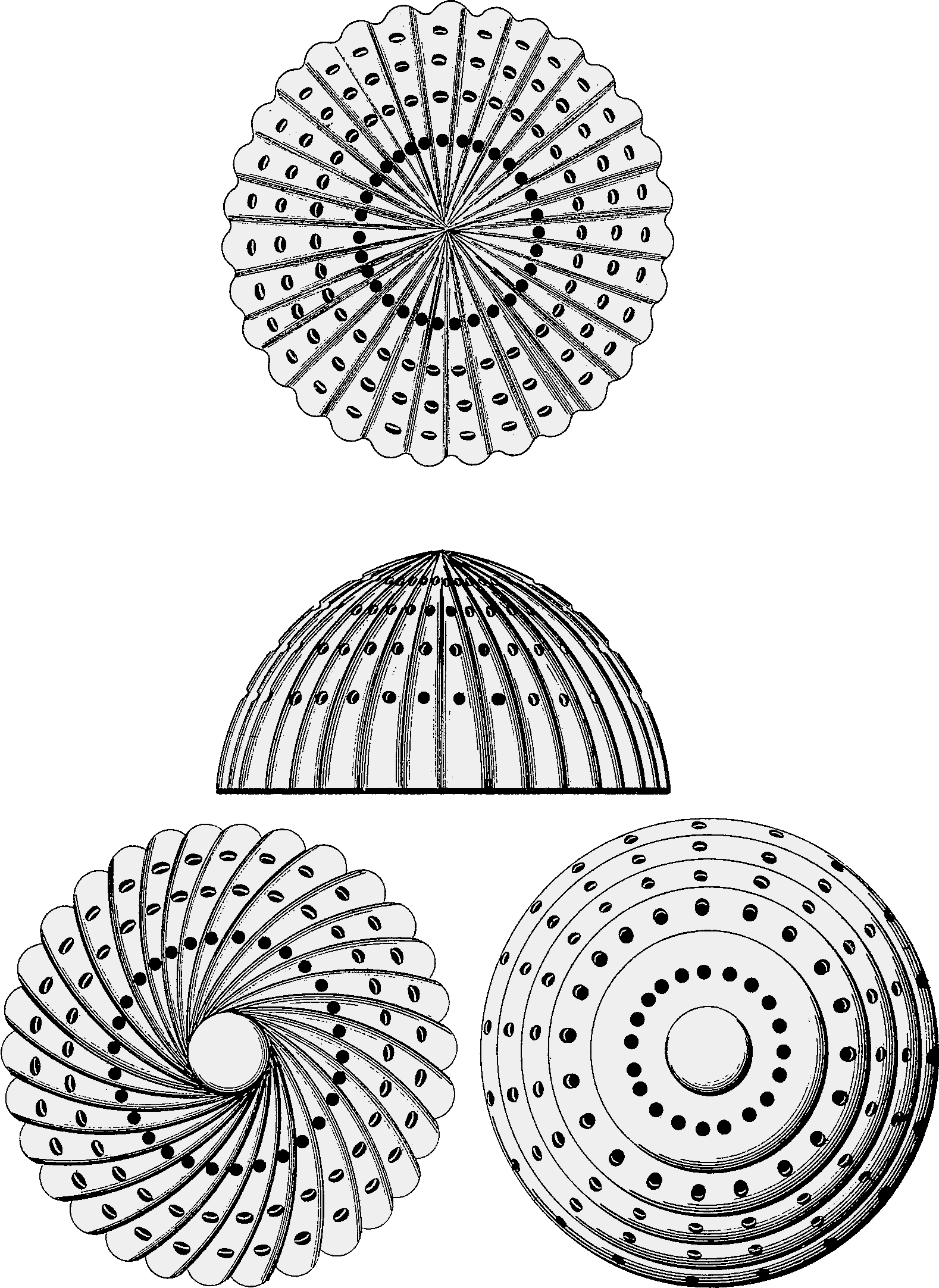
보솜 패드 1888

패션에서 폴시즈(falsies) 또는 보솜 패드(bosom pads)는 더 큰 유방을 만드는 데 사용되는 패딩이다. 이것들은 브래지어나 다른 의류에 통합될 수 있다.
"폴시즈"라는 용어는 더 드물게는 더 큰 볼기를 만드는 데 사용되는 패드에도 사용된다. 이 용어는 또한 드래그 (옷)에 사용되는 성형된 가슴판을 지칭할 수도 있는데, 이는 일반적으로 탄성체 스트랩으로 가슴에 고정되거나 앞치마의 상단 부분을 형성한다. 이 용어는 보통 유머러스한 느낌을 전달한다.

## 같이 보기
- 클리비지 인핸스먼트
- 유방 보형물